# سنت جیمز، باربادوس
سنت جیمز، باربادوس (به لاتین: Saint James, Barbados) یک منطقهٔ مسکونی در باربادوس است.

## خصوصیات
سنت جیمز ۳۱ کیلومترمربع مساحت و ۲۸٬۴۹۸ نفر جمعیت دارد.